# Uczelnie w Danii
Poniższa lista jest zestawieniem duńskich uczelni o charakterze uniwersyteckim. Podobnie jak w innych krajach Europy zachodniej, pojęcie uniwersytetu jest szersze niż w Polsce, i obejmuje zarówno szkoły wyższe zajmujące się różnymi naukami (w tym również technicznymi i medycznymi), jak również szkoły wyższe o profilu specjalistycznym (np. inżynierskim lub medycznym). Wszystkie wymienione szkoły są państwowe.

## Uczelnie o profilu ogólnym
Uniwersytety o profilu ogólnym, na których wykładane są nauki humanistyczne, ścisłe, a także medyczne i techniczne:
| Nazwa uczelni                 | Skrót | Strona www | Siedziba                               |
| ----------------------------- | ----- | ---------- | -------------------------------------- |
| Uniwersytet Kopenhaski        | KU    | www        | Kopenhaga                              |
| Uniwersytet w Aarhus          | AU    | www        | Aarhus                                 |
| Uniwersytet w Aalborgu        | AAU   | www        | Aalborg, Esbjerg, Ballerup (Kopenhaga) |
| Uniwersytet Południowej Danii | SDU   | www        | Odense, Kolding, Esbjerg, Sønderborg   |
| Uniwersytet w Roskilde        | RUC   | www        | Roskilde, przedmieścia Kopenhagi       |

## Uczelnie o profilu specjalistycznym
Także AU, AAU i SDU (zob. wyżej) mają uprawnienia nadawania tytułu inżyniera. Niektóre ze szkół poniżej wykładają nauki techniczne, ale nie jest to jedyny profil ich działalności, i nie przyznają tytułu inżyniera.
| Nazwa uczelni                                       | Skrót | Strona www | Siedziba                             |
| --------------------------------------------------- | ----- | ---------- | ------------------------------------ |
| Duński Uniwersytet Techniczny                       | DTU   | www        | Kongens Lyngby, (Kopenhaga)          |
| Copenhagen Business School                          | CBS   | www        | Frederiksberg, Kopenhaga             |
| Szkoła Biznesu w Aarhus                             | ASB   | www        | Århus, Półwysep Jutlandzki           |
| Królewska Akademia Weterynaryjno-Rolnicza           | KVL   | www        | Frederiksberg (Kopenhaga), Holstebro |
| Uniwersytet Technologii Informacyjnych w Kopenhadze | ITU   | www        | Kopenhaga                            |
| Duński Uniwersytet Farmaceutyczny                   | DFU   | www        | Kopenhaga                            |
| Duński Uniwersytet Pedagogiczny                     | DPU   | www        | Kopenhaga                            |
| Królewska Duńska Akademia Sztuk                     |       | www        | Kopenhaga                            |

## Ośrodki badawcze nadające tytuł doktora
Poniższe instytucje nie są uniwersytetami, ani jednostkami im podległymi, w rozumieniu prawa duńskiego, ale jako ośrodki badawcze mają prawo nadawania tytułów doktorskich (zatem prowadzą studia doktoranckie):
| Nazwa uczelni              | Skrót | Strona www | Siedziba |
| -------------------------- | ----- | ---------- | -------- |
| Narodowe Laboratorium Risø |       | www        | Roskilde |